# Estação Ferroviária dos Musseques
Musseques é uma interface ferroviária do Caminho de Ferro de Luanda que serve o município de Cazenga, em Angola. A Estação dos Musseques é a grande oficina da Empresa do Caminho de Ferro de Luanda, importante empregador e gerador de renda do município cazenguense e da província de Luanda.

## Serviços
A interface é servida por comboios suburbanos, e é o terminal dos serviços de longo e médio curso.

## Modernização
Esta estação é uma das seis interfaces do Caminho de Ferro de Luanda em remodelação como parte das obras de duplicação e ligação ao futuro aeroporto de Luanda. Está a ser construído um novo edifício multimodal.